# ملعب أضنة الجديد
ملعب أضنة الجديد هو ملعب كرة قدم قيد الإنشاء في مدينة أضنة،تركيا. سيتسع الملعب ل36،117 مشجع ومن المقرر افتتاحه في يناير 2021.